# Unsplash
Unsplash est un site web dédié au partage de photos sous licence Unsplash. Il est basé à Montréal, la capitale économique du Québec.
Le site compte plus de 120 000 photographes contributeurs et génère plus de 10 milliards « d'impressions » (serveurs) par mois et dispose de plus de 5 millions de photos haute définition. Unsplash a été cité comme l'un des principaux sites de photographie au monde par Forbes, Entrepreneur Magazine, CNET, Medium et The Next Web. Il a été cité comme source majeure d'images pour les fonds d'écran de WeTransfer, Apple ou encore comme outil professionnel pour des journalistes, blogueurs, écrivains et développeurs.
Unsplash permet aux photographes de téléverser des photos HD sur son site web, qui sont ensuite gérées par une équipe d'éditeurs photo.

## Historique
Unsplash a été créé le 27 mai 2013 par l'entrepreneur montréalais Mikael Cho. Lors de la création d'une nouvelle page d'accueil pour son entreprise Crew, Cho ne trouvait aucune photo convenable, libre de droits; il décida donc d'embaucher un photographe. Comme la page de son entreprise ne requérait qu'une seule photo, Cho décida de téléverser ses autres prises de vue professionnelles sous licence libre et invita les visiteurs de sa page à les utiliser sans restriction. De ce besoin professionnel naquit Unsplash.
- 27 mai 2013 : la page Unsplash est lancée sur Tumblr avec seulement 10 photos partagées via un compte Dropbox[2],[3].
- Septembre 2013 : le site atteint 1 million de téléchargements
- 30 mai 2014 : 10 millions de téléchargements
- 14 septembre 2014 : le site sort de Tumblr et s'auto-héberge (Crew.co). 776 photos disponibles. 1 million de téléchargements mensuels.
- 21 janvier 2015 : sortie de milliers de mots-croix Unsplash, pour mieux catégoriser et trouver les documents.
- 27 mai 2015 : pour ses deux ans, la compagnie organise son premier événement physique à Montréal. La même année, des événements similaires sont organisés à Tokyo, Honolulu, Londres et Séoul.
- 19 août 2015 : partenariat avec des Apple Stores à Montréal, Boston et New York.
- 26 août 2015 : l'interface de programmation (« API ») Unsplash est lancée.
- 18 novembre 2015 : le livre Unsplash est commercialisé (250 pages); le premier exemple de livre produit participativement dont les créateurs de contenu libre reçoivent un pourcentage des revenus.
- 1er décembre 2015 : la NASA rejoint Unsplash et y téléverse des dizaines de photos historiques.
- 15 février 2016 : l'entreprise Pringles lance une campagne de publicité basée sur des photos Unsplash
- 25 février 2016 : une photo sur Unsplash dépasse le nombre quotidien de visiteurs sur le site du New York Times. 500 millions de photos vues chaque mois.
- 27 mai 2017 : près de 100 millions de téléchargements.
- 1er décembre 2016 : 1 milliard de vues mensuelles.
- 9 mai 2017 : l'interface de programmation devient libre.
- Septembre 2017 : The Unsplash Awards (« Trophées Unsplash »)
- 14 septembre 2017 : 300 000 images haute définition en librairie
- 4 janvier 2018 : 10 téléversements à la seconde sur Unsplash.
- 18 février 2018 : remplacement de la licence libre par une licence personnalisée.
- 22 avril 2018 : 500 000 images disponibles.
- 7 mai 2018 : intégration de 500 produits dans l'IdP de Unsplash; les partenaires majeurs sont: Medium, Trello, FiftyThree, Product Hunt, Adobe, Google, Ghost et Tencent.
- 13 décembre 2018 : nouveau logo.
- 30 mai 2019 : 1 million d'images en stock.
- 26 juillet 2019 : Unsplash s'associe avec Instructure pour apporter une solution d'édition d'images et de qualité au plus près d'étudiants et de leurs professeurs[4].
- Le 30 mars 2021 : Unsplash annonce son rachat par Getty Images[5].

## Licence
Unsplash accorde une licence irrévocable, c'est-à-dire non exclusive et mondiale pour : télécharger, copier, modifier, distribuer, exécuter et utiliser les photos d'Unsplash gratuitement. Cette licence exclut le droit de compiler des photos d'Unsplash pour reproduire un service similaire ou concurrent.
Unsplash utilisait à l'origine la licence Creative Commons Zero pour les photographies sur son site web. En juin 2017, Unsplash a changé la licence qu'elle utilise pour sa propre licence personnalisée, la licence Unsplash.
Le 18 février 2018, Unsplash a modifié ses conditions pour restreindre la commercialisation de photos sans en mettre à jour, modifier ou incorporer de nouveaux éléments créatifs, interdisant la vente de copies non modifiées, y compris la vente de photos imprimées ou imprimées sur des biens physiques. La diffusion des images et leur utilisation, même dans un cadre professionnel, reste encouragée[réf. nécessaire].

## Album photo
Quelques photos hébergées par Unsplash, à titre d'exemple:

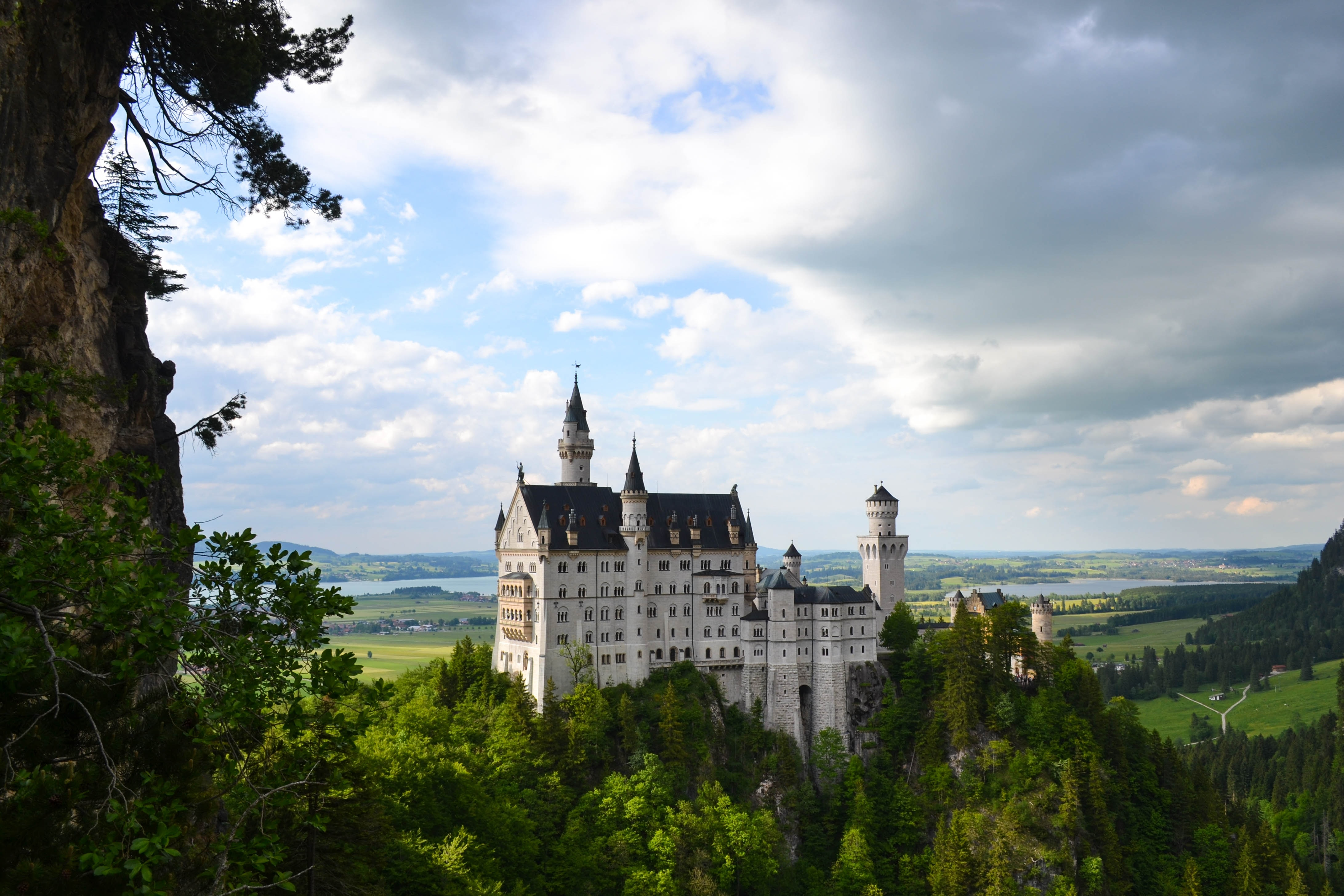
Château de Neuschwanstein
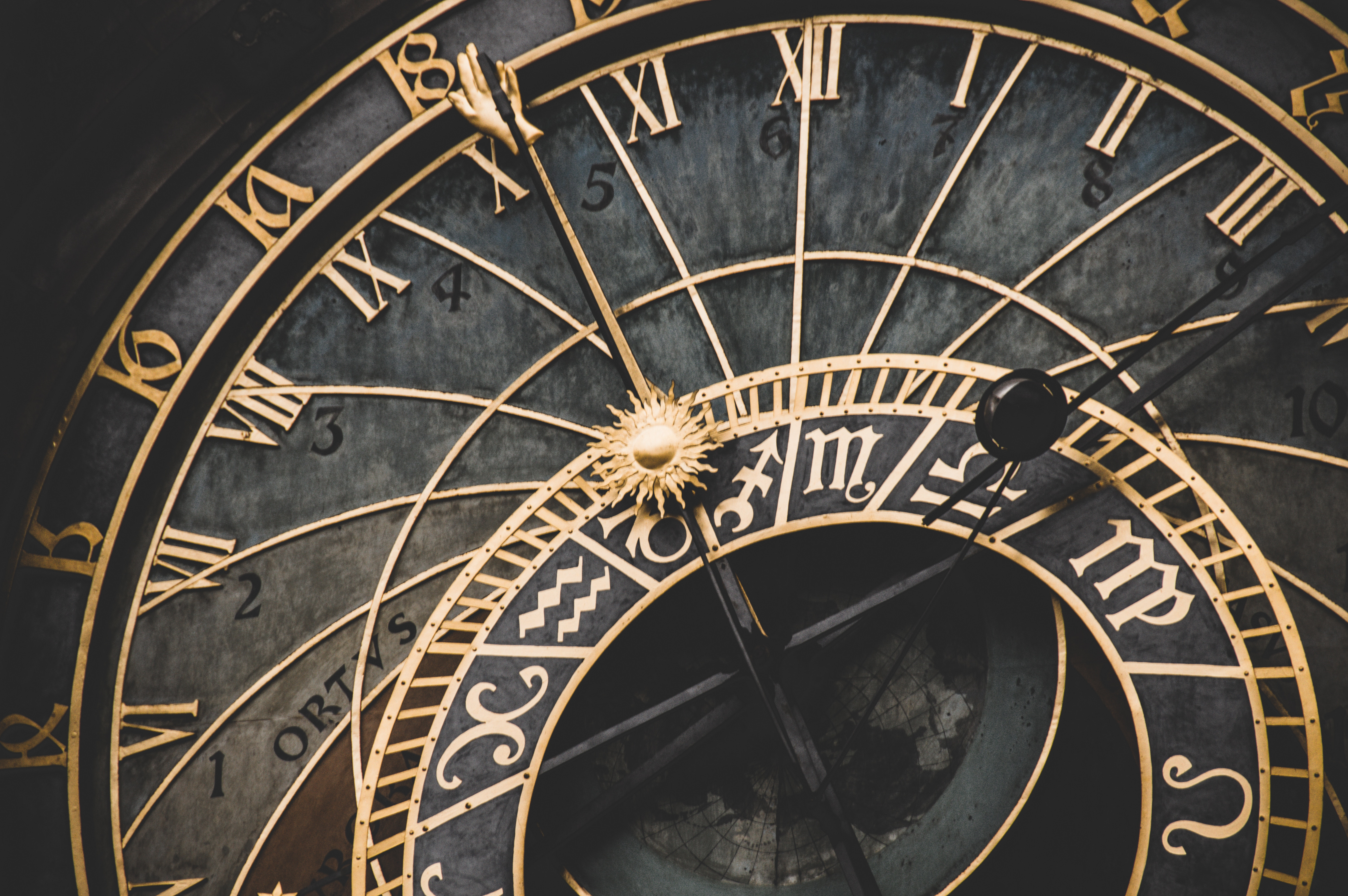
Horloge astronomique
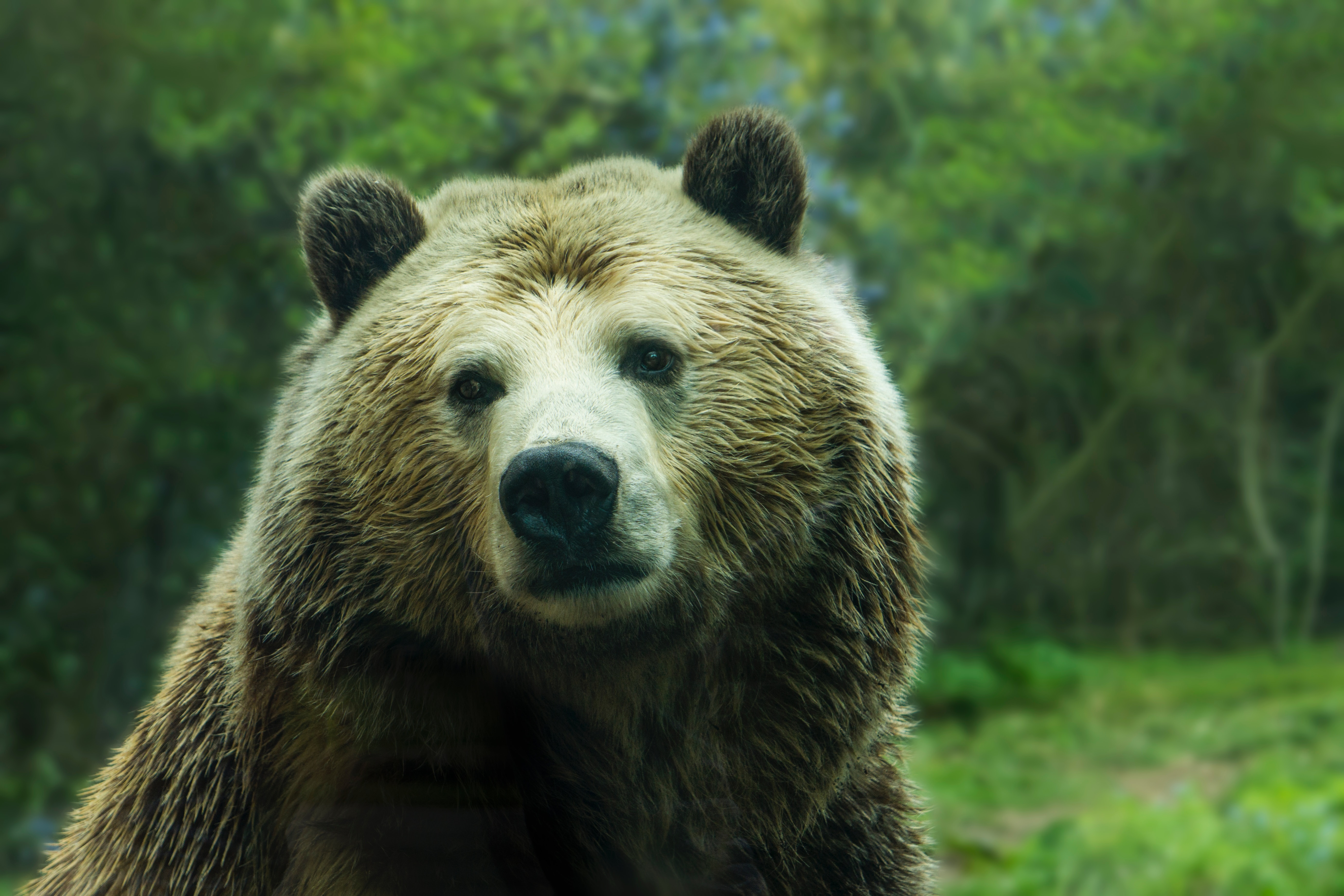
Ours brun
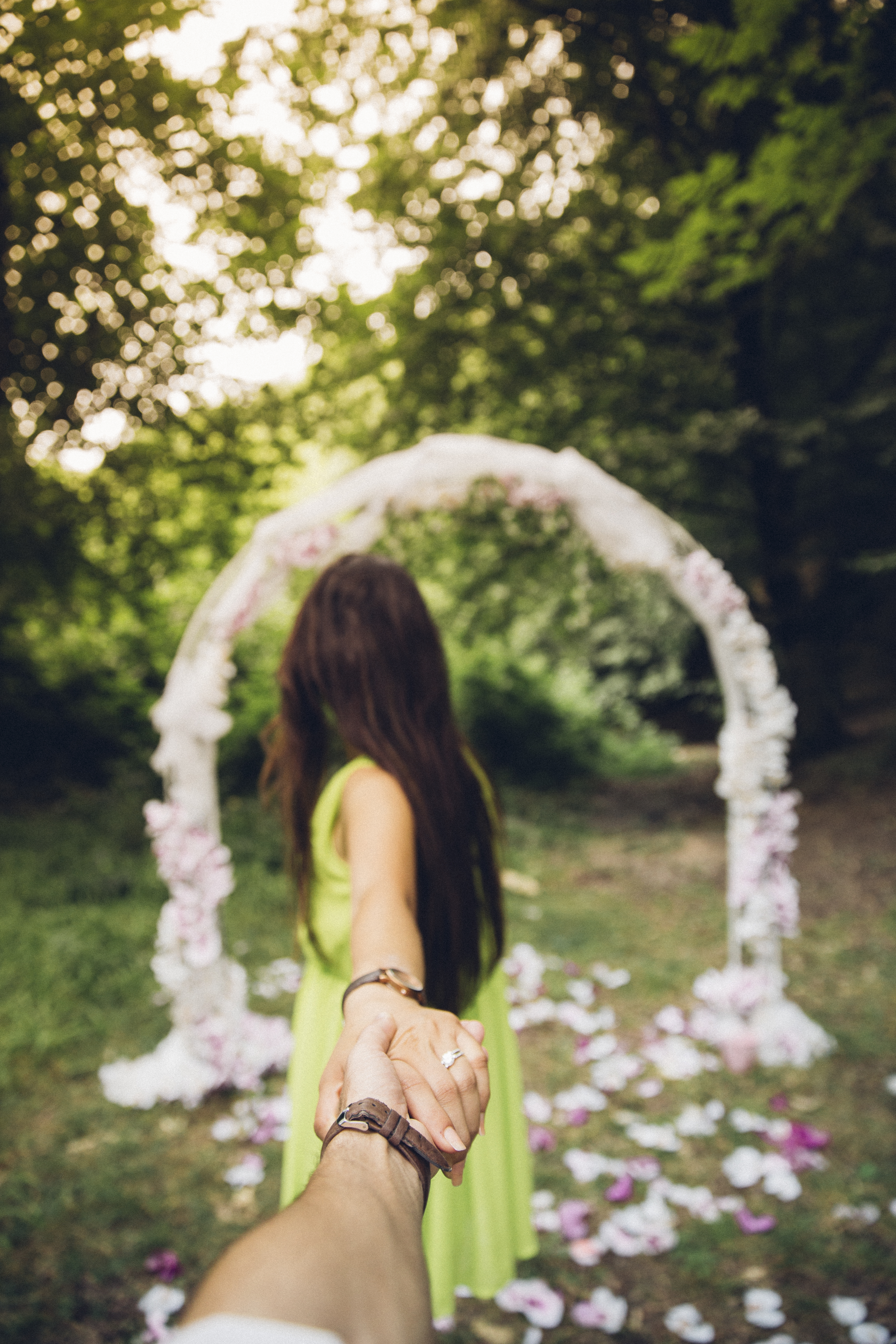
Mariage
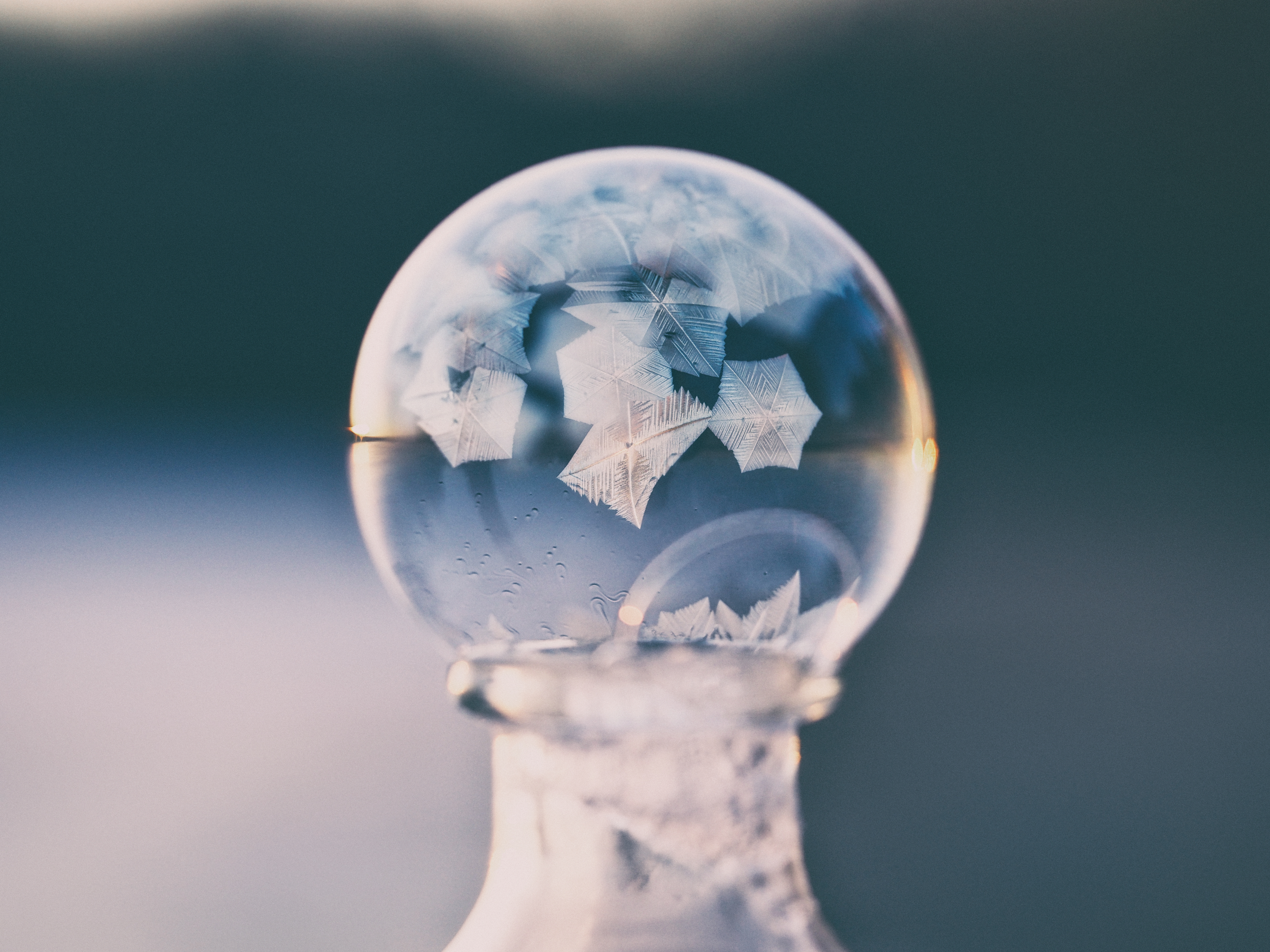
Bulle d'eau gelée
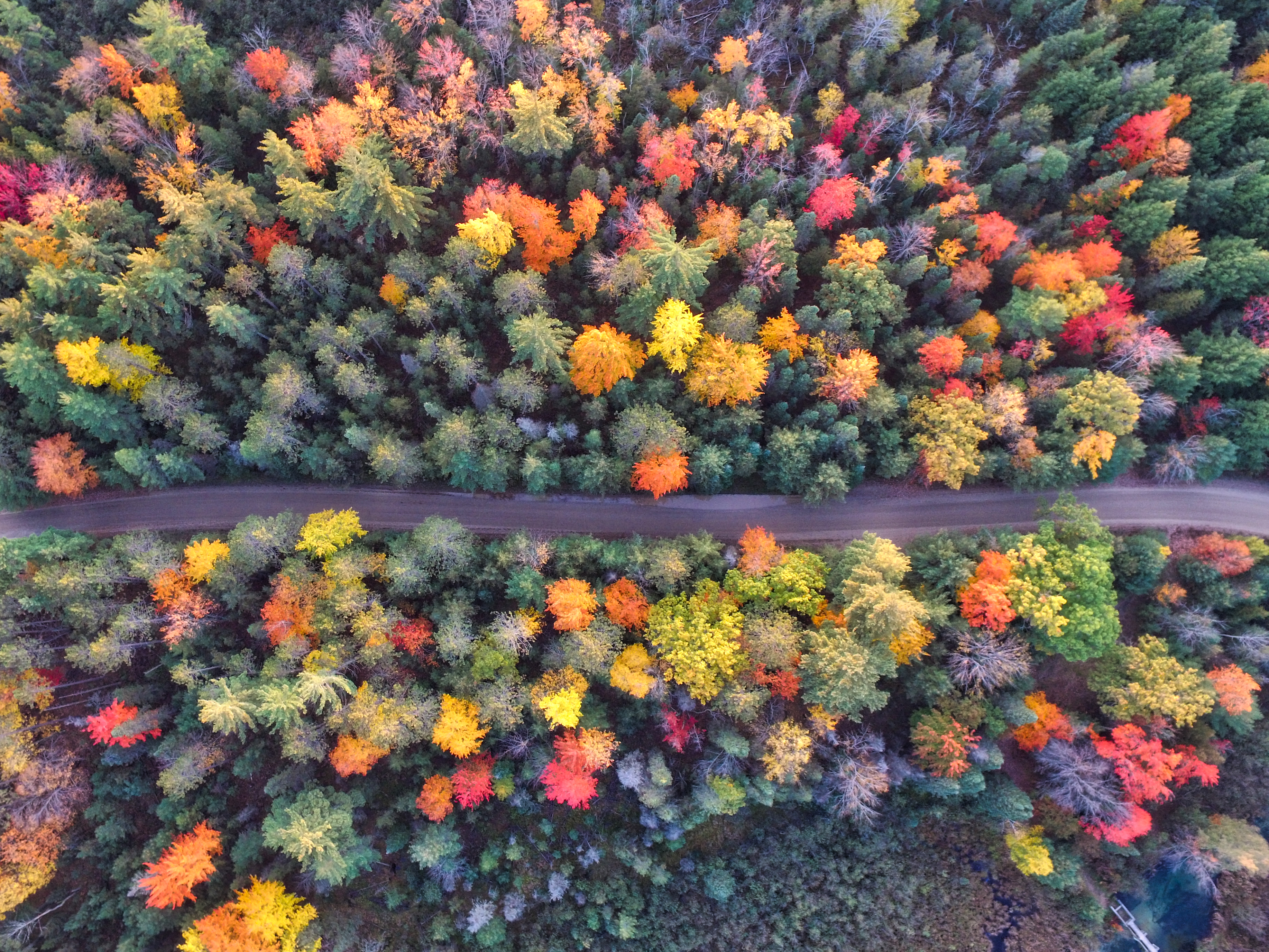
Vue aérienne d'une route forestière
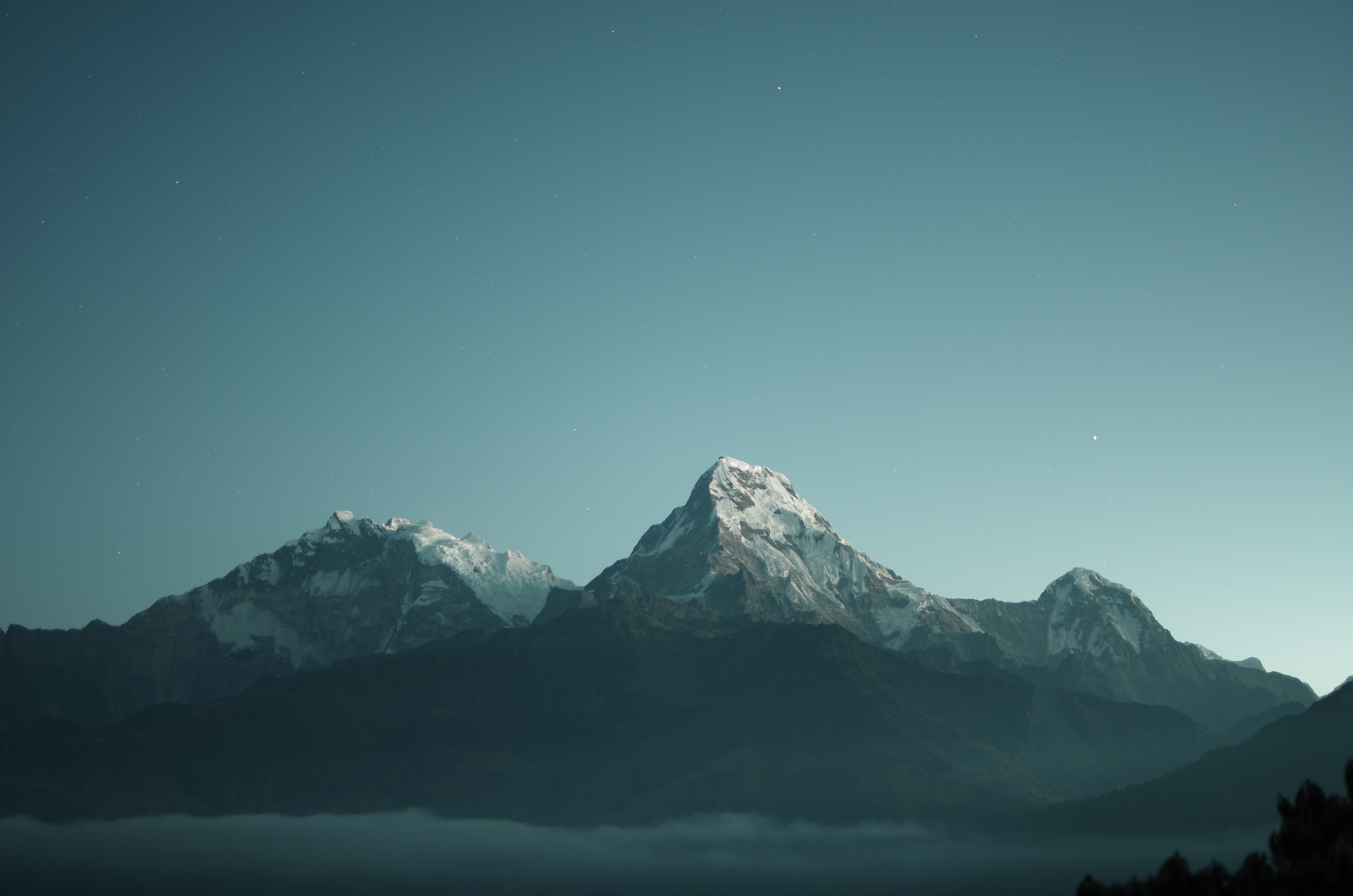
Chaîne de l'Annapurna
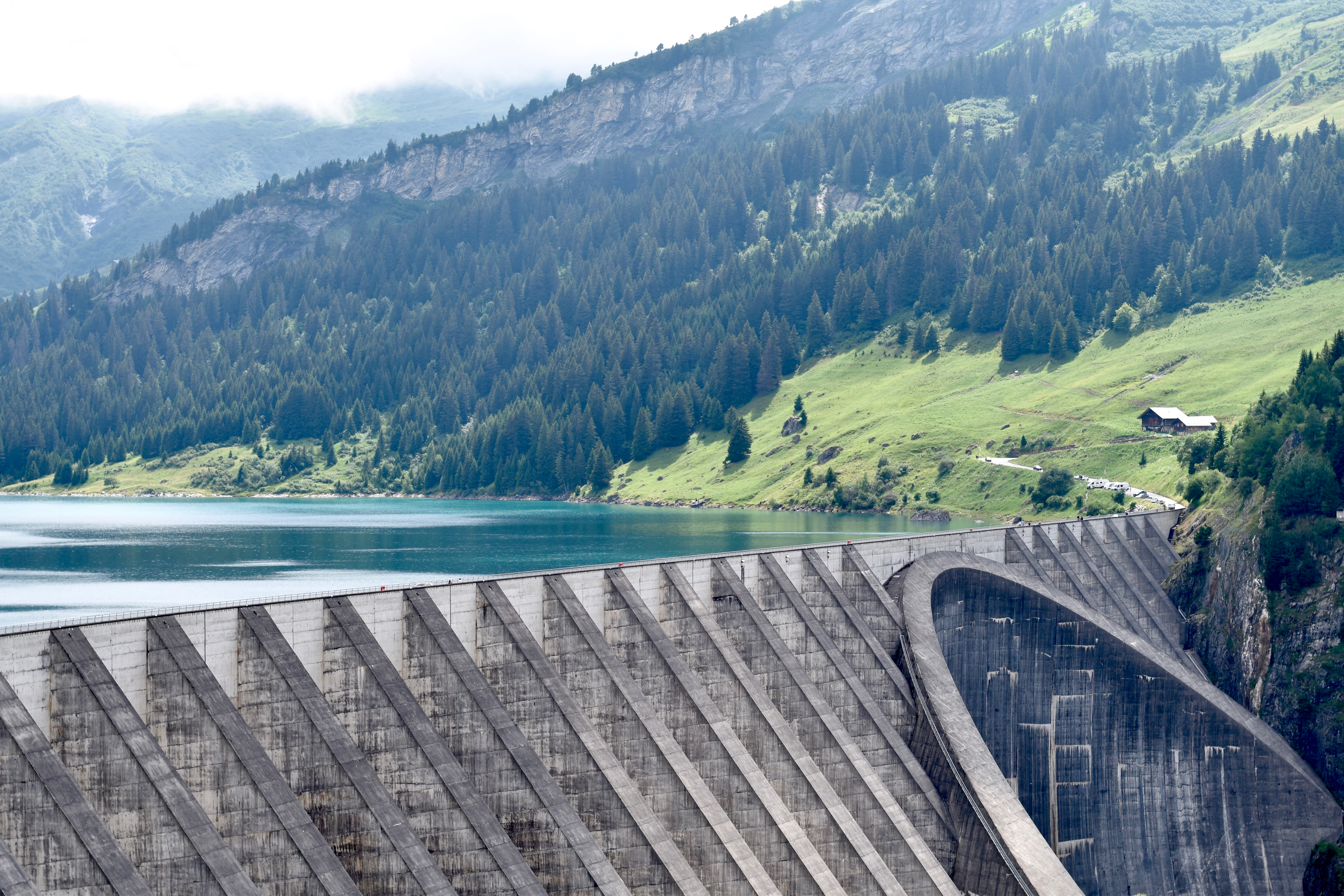
Barrage de Roselend
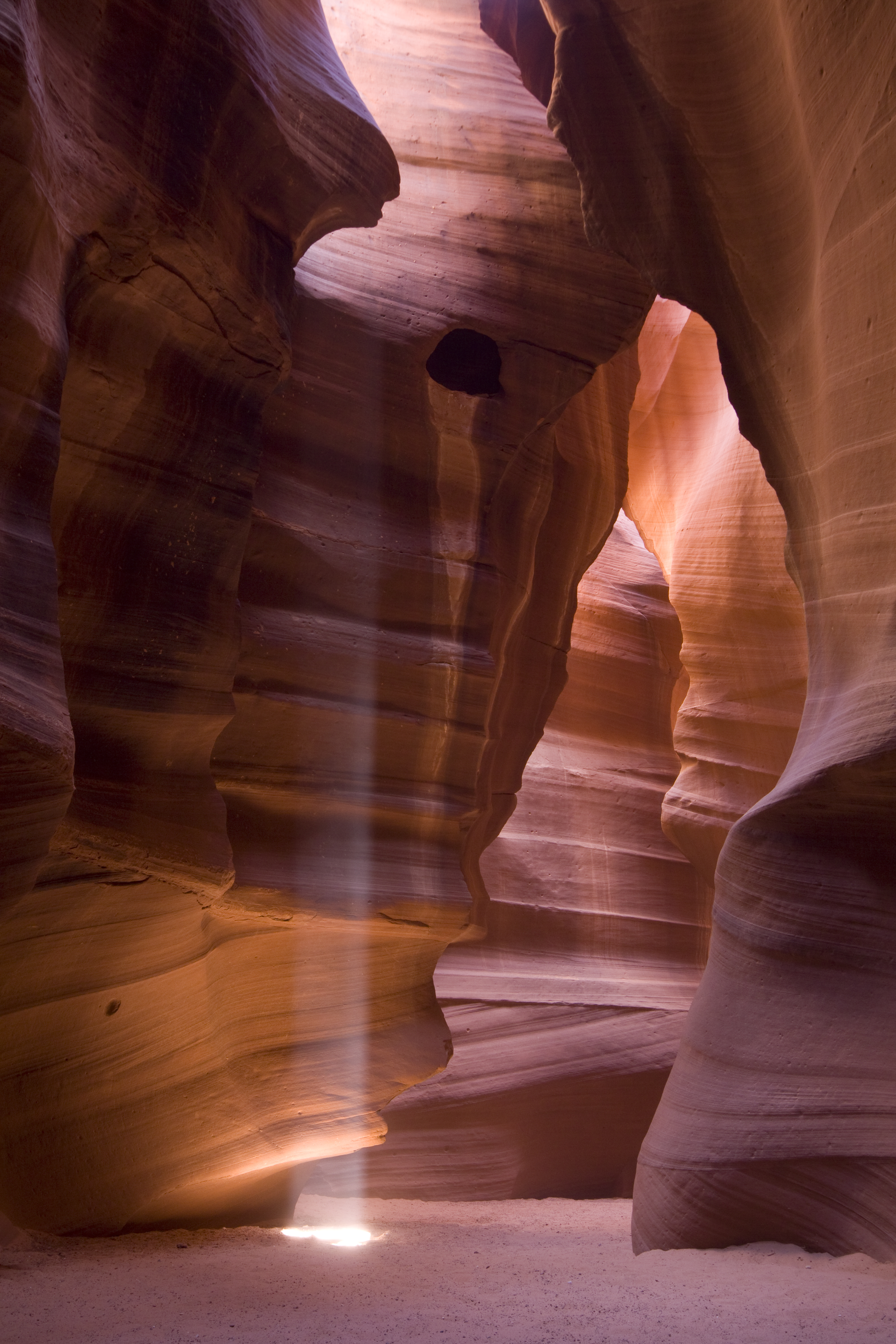
Antelope Canyon
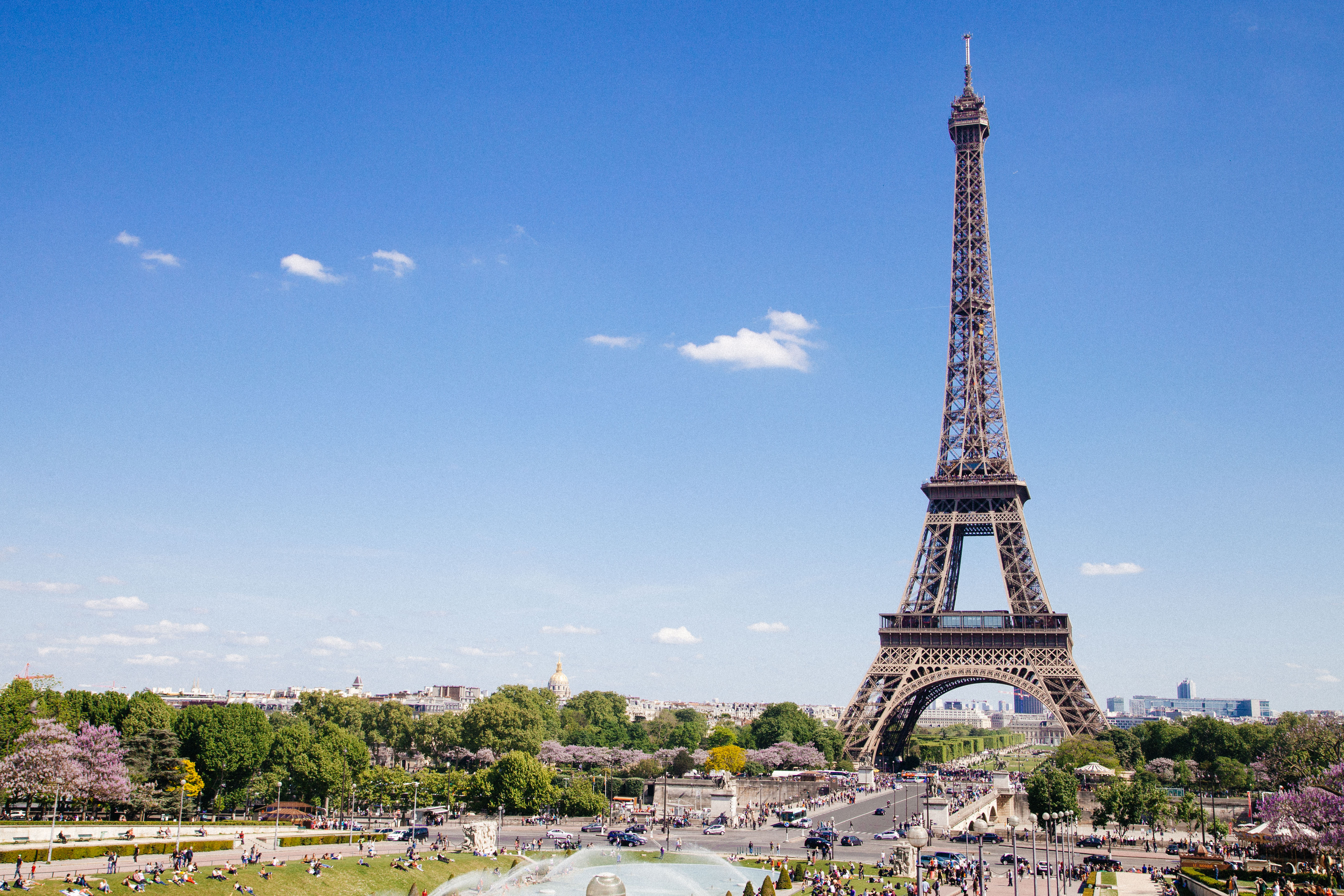
Tour Eiffel
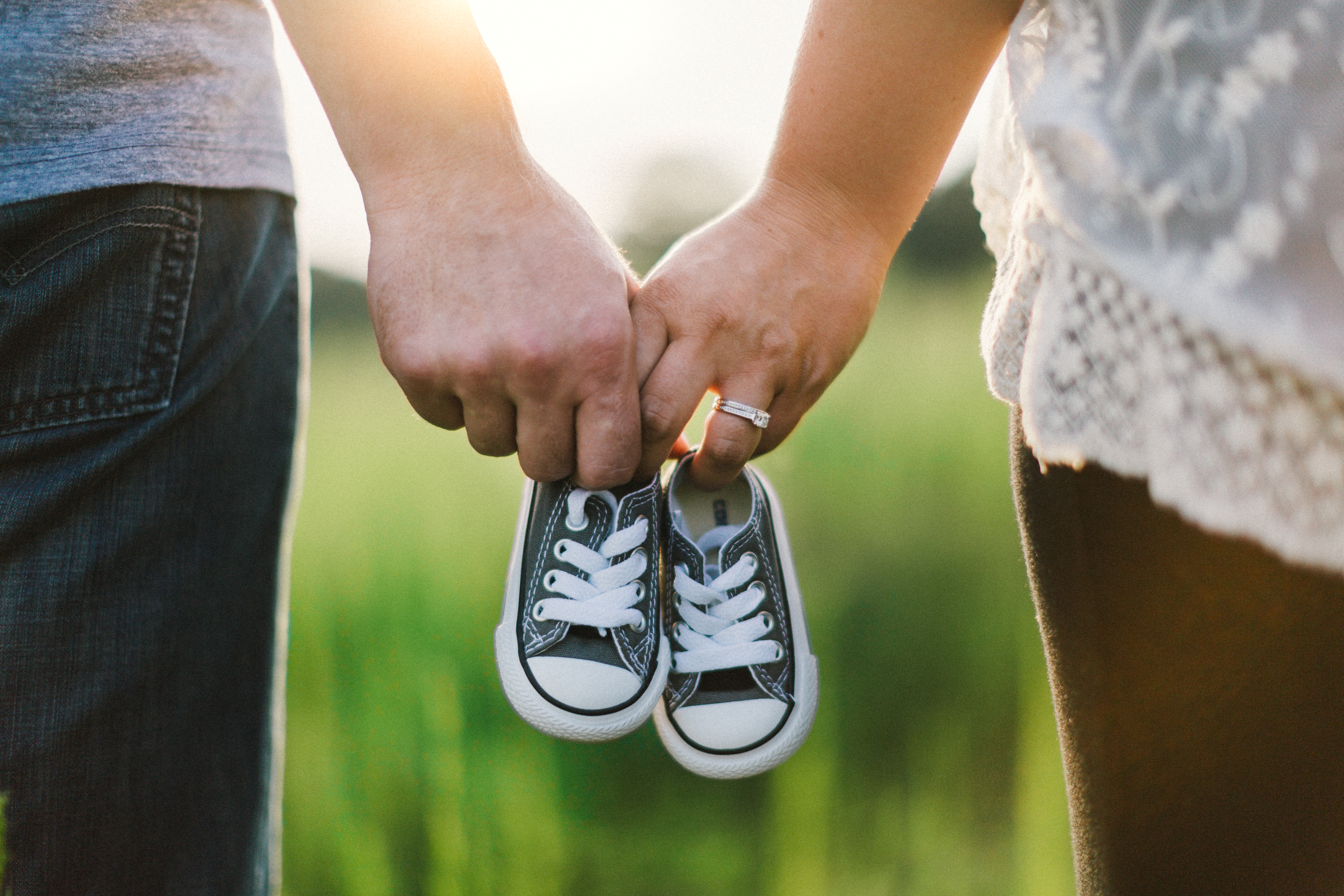
Chaussures de bébé
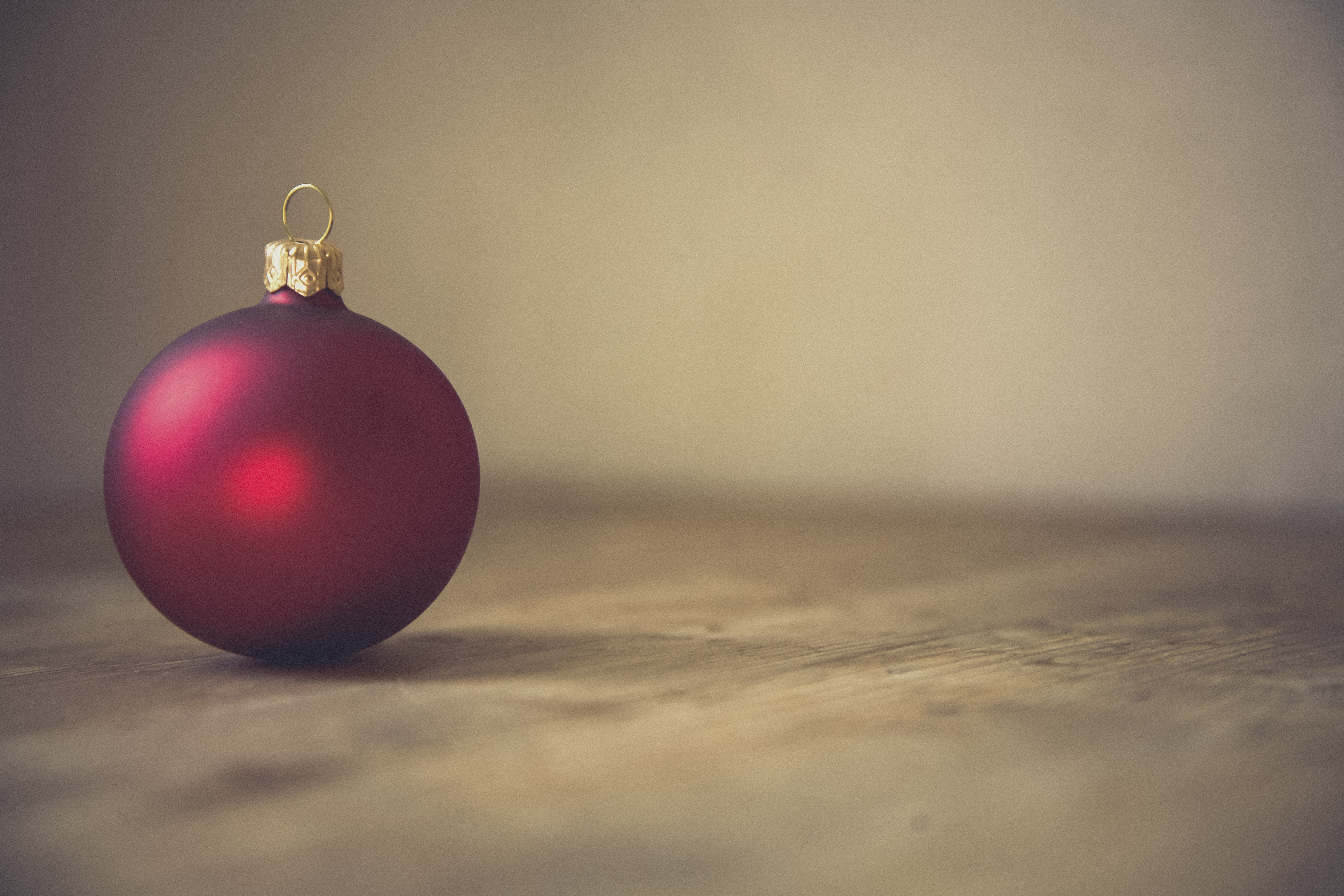
Boule de Noël
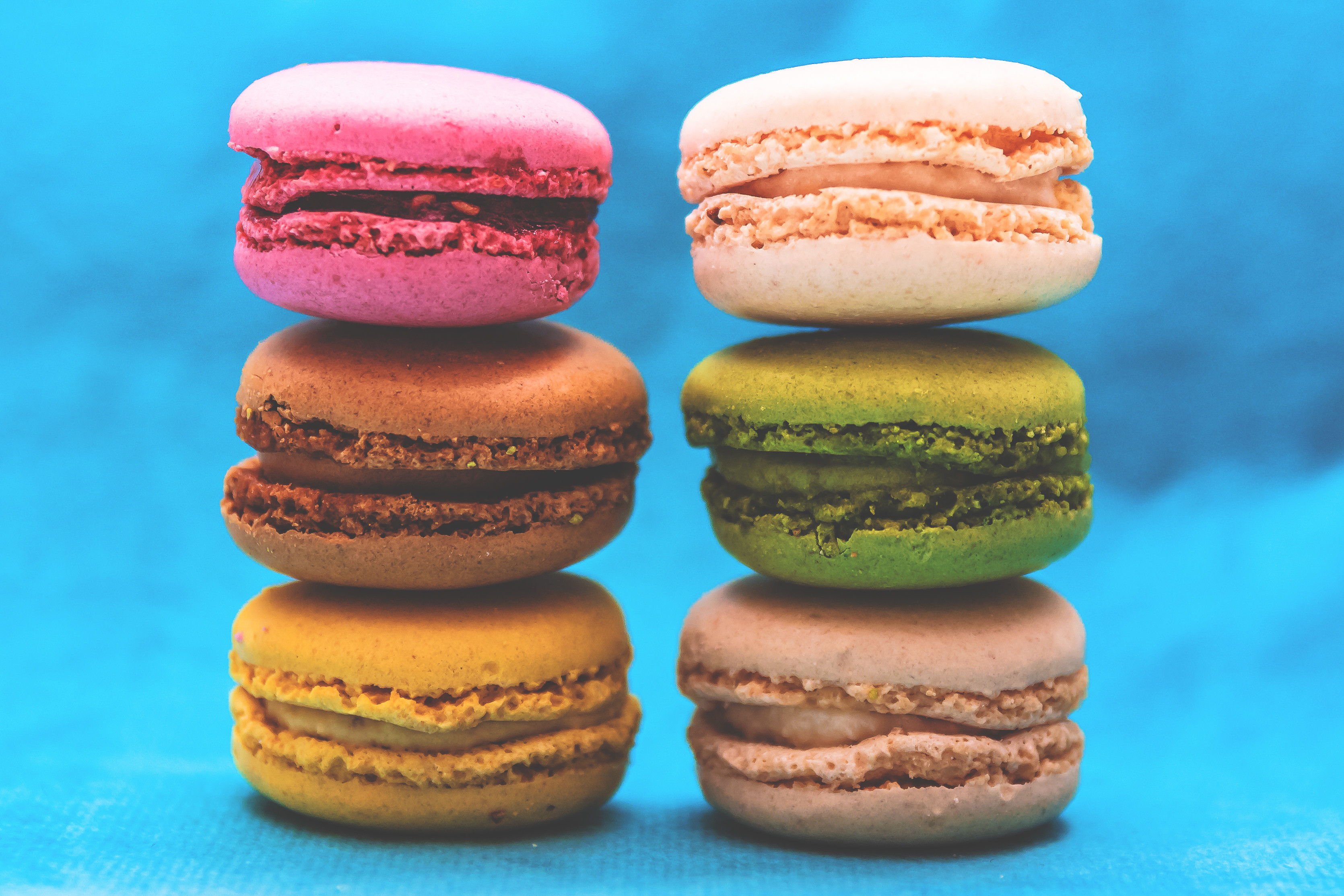
Macarons
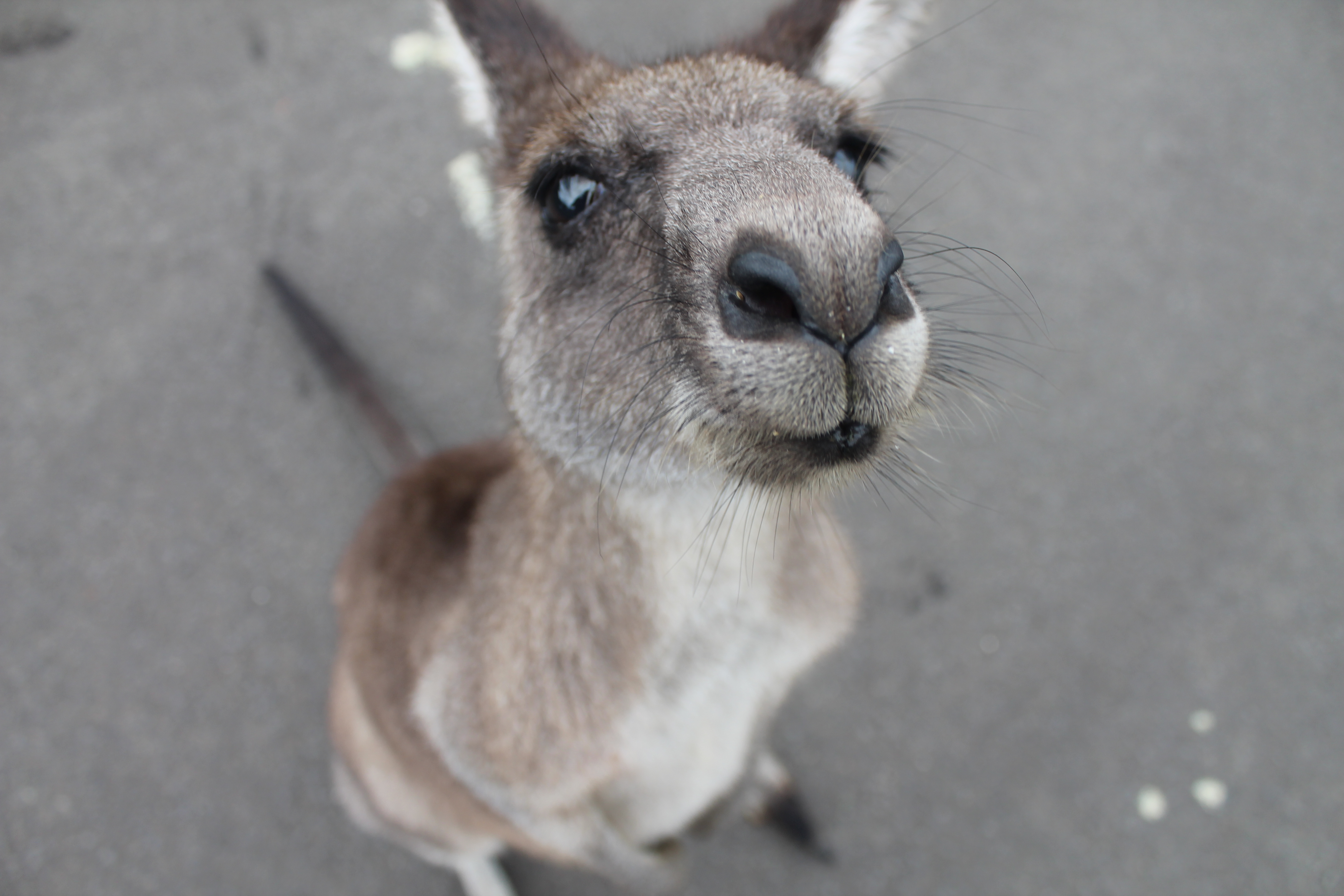
Kangourou
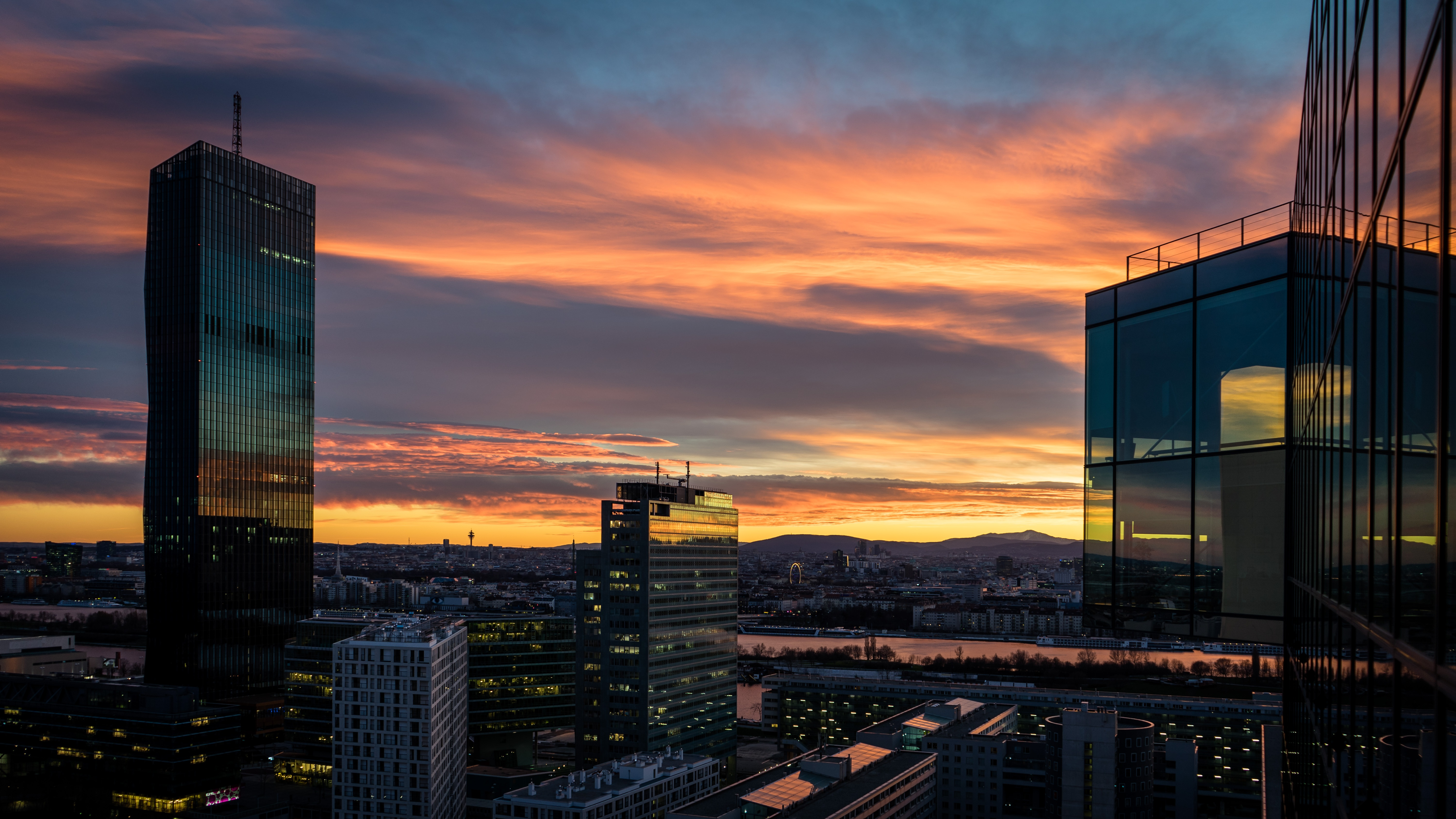
Vienne (Autriche)
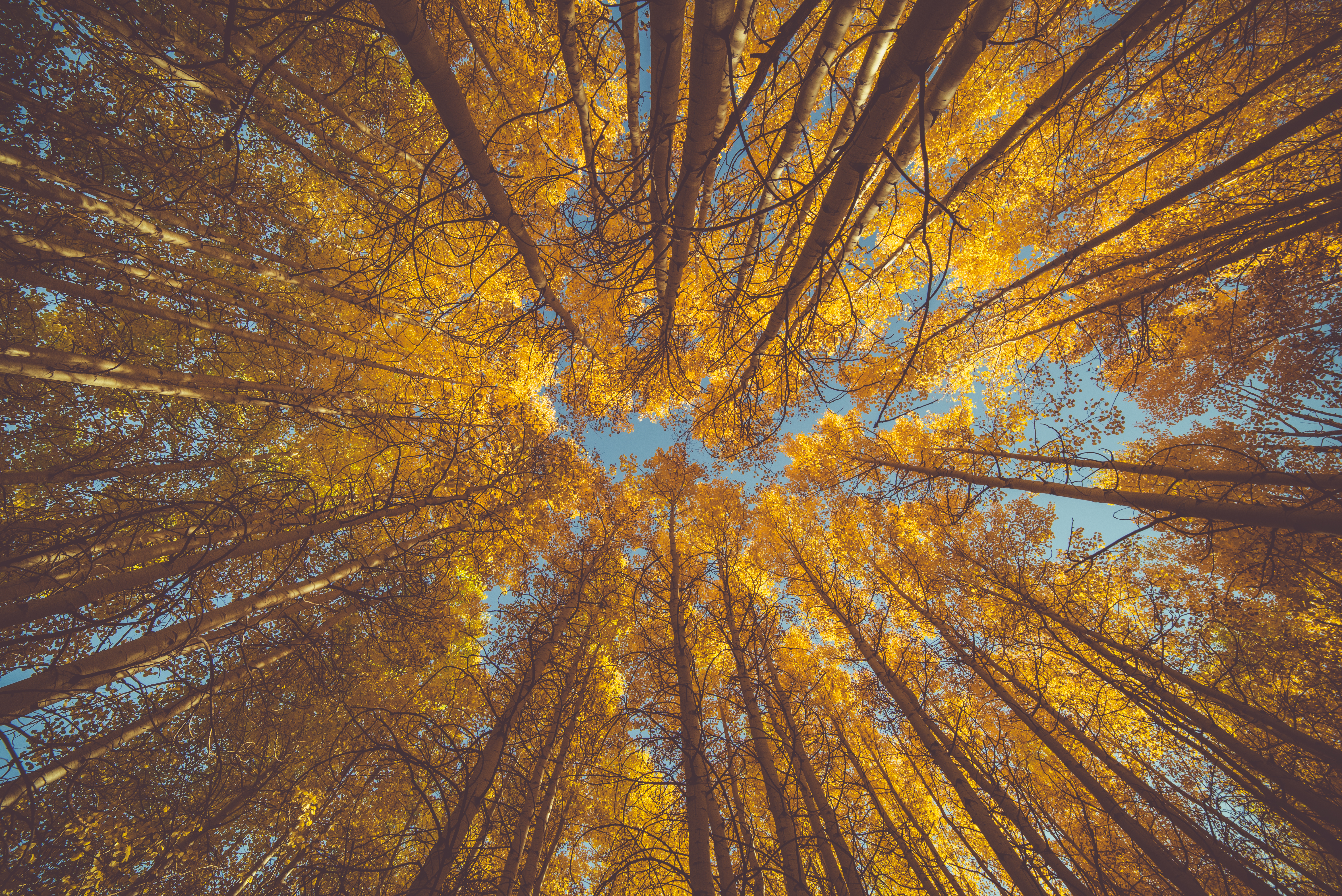
Forêt d'automne
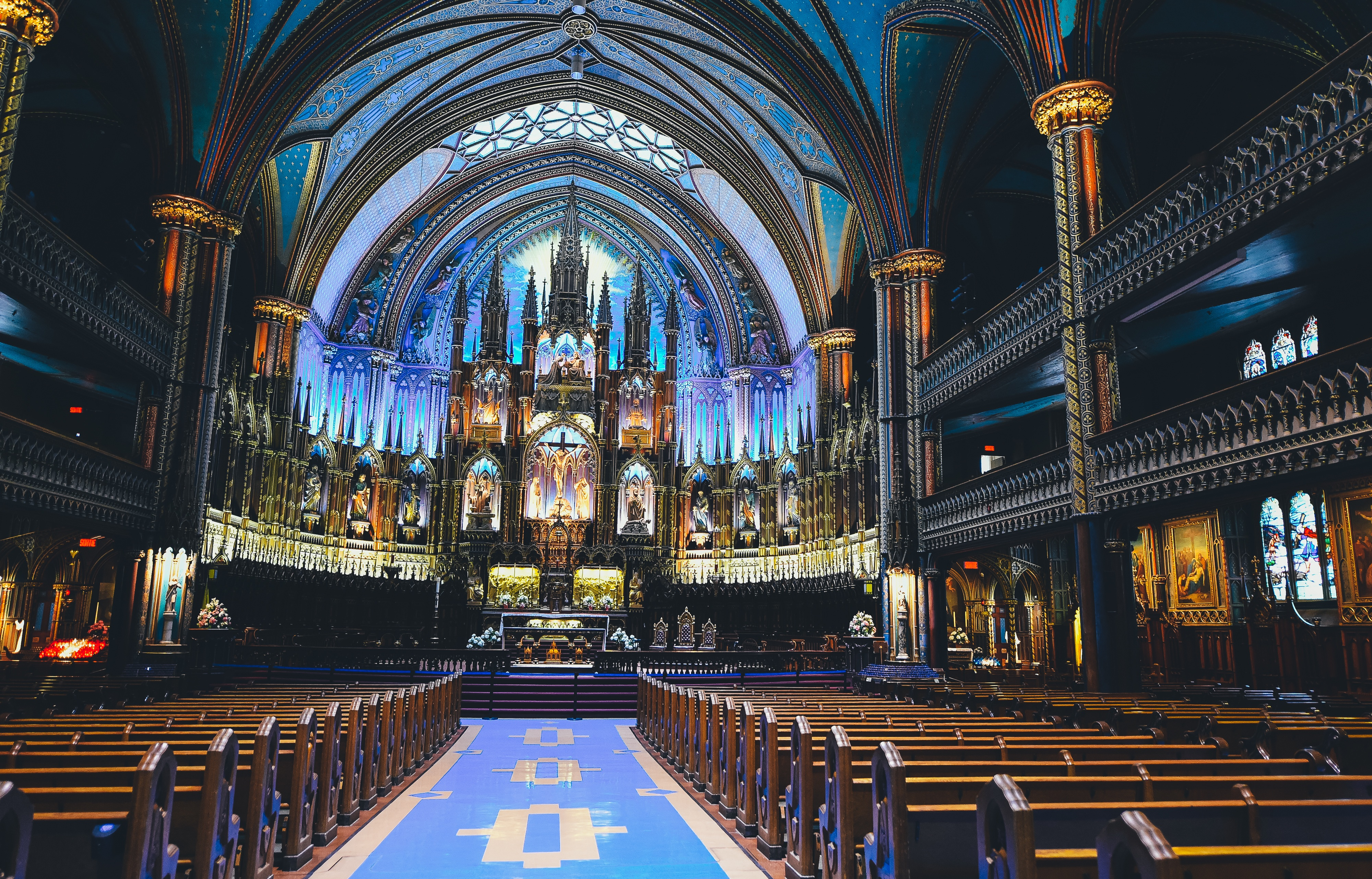
Basilique Notre-Dame de Montréal
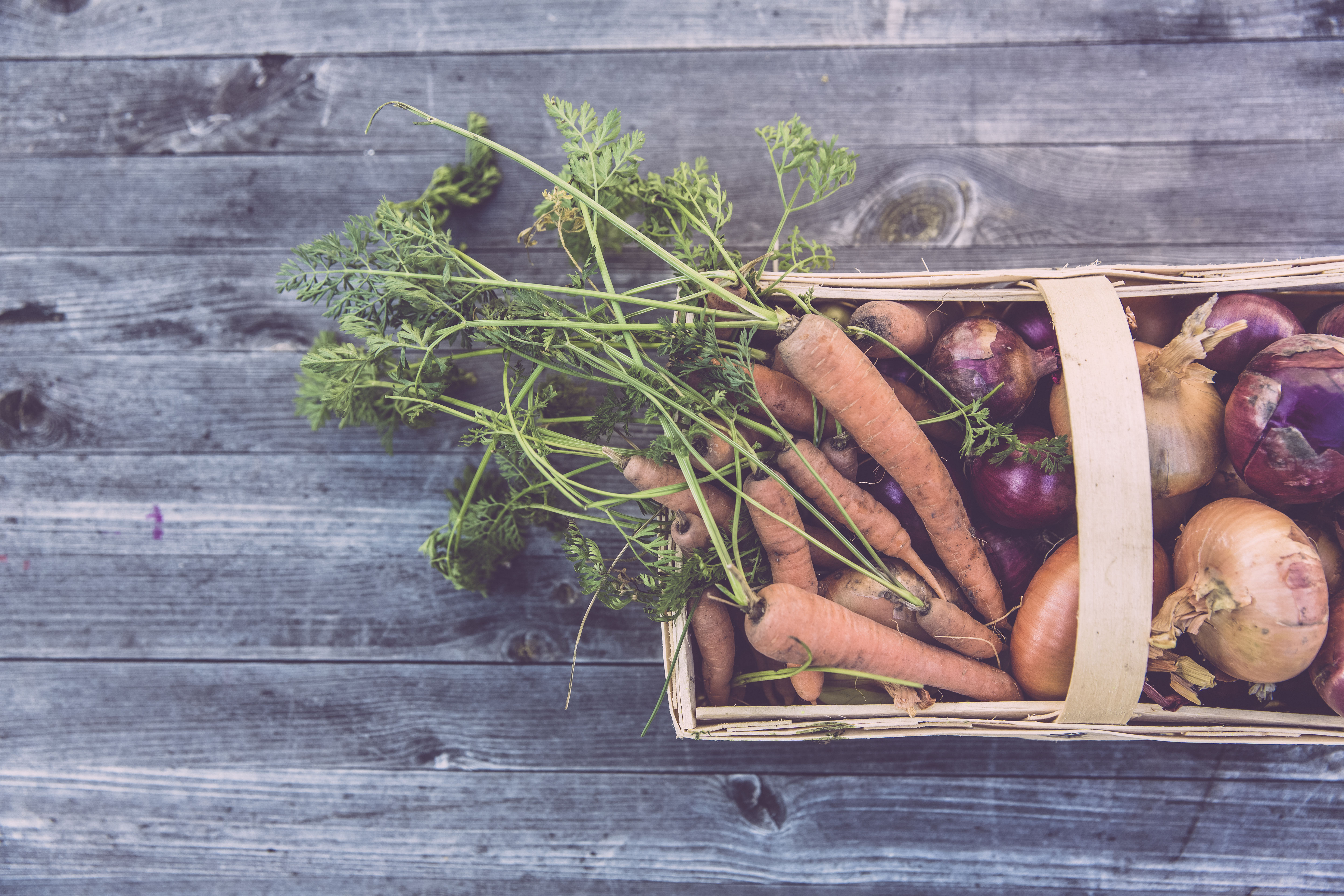
Panier de légumes
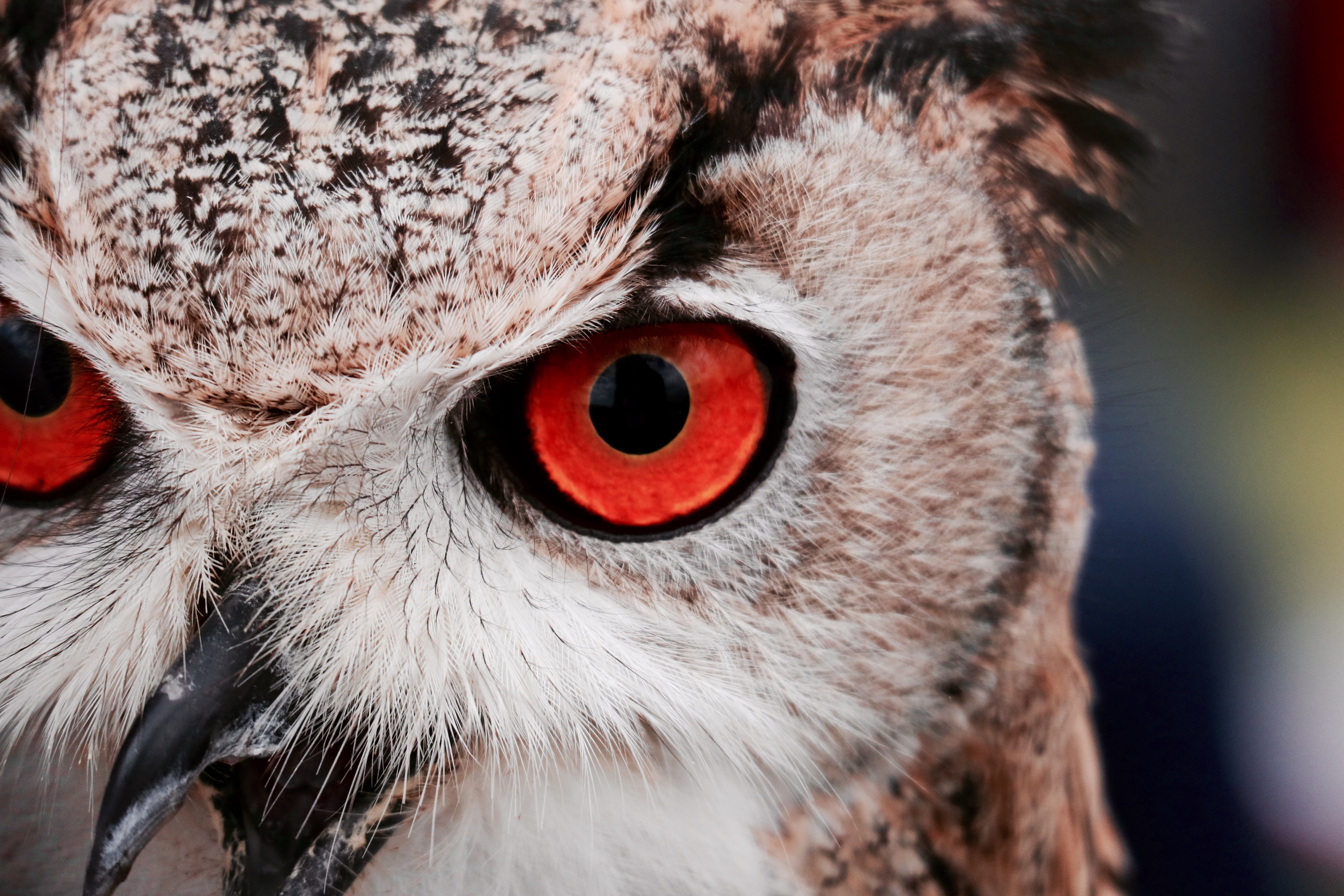
Chouette aux yeux rouges (supprimée des serveurs Unsplash)
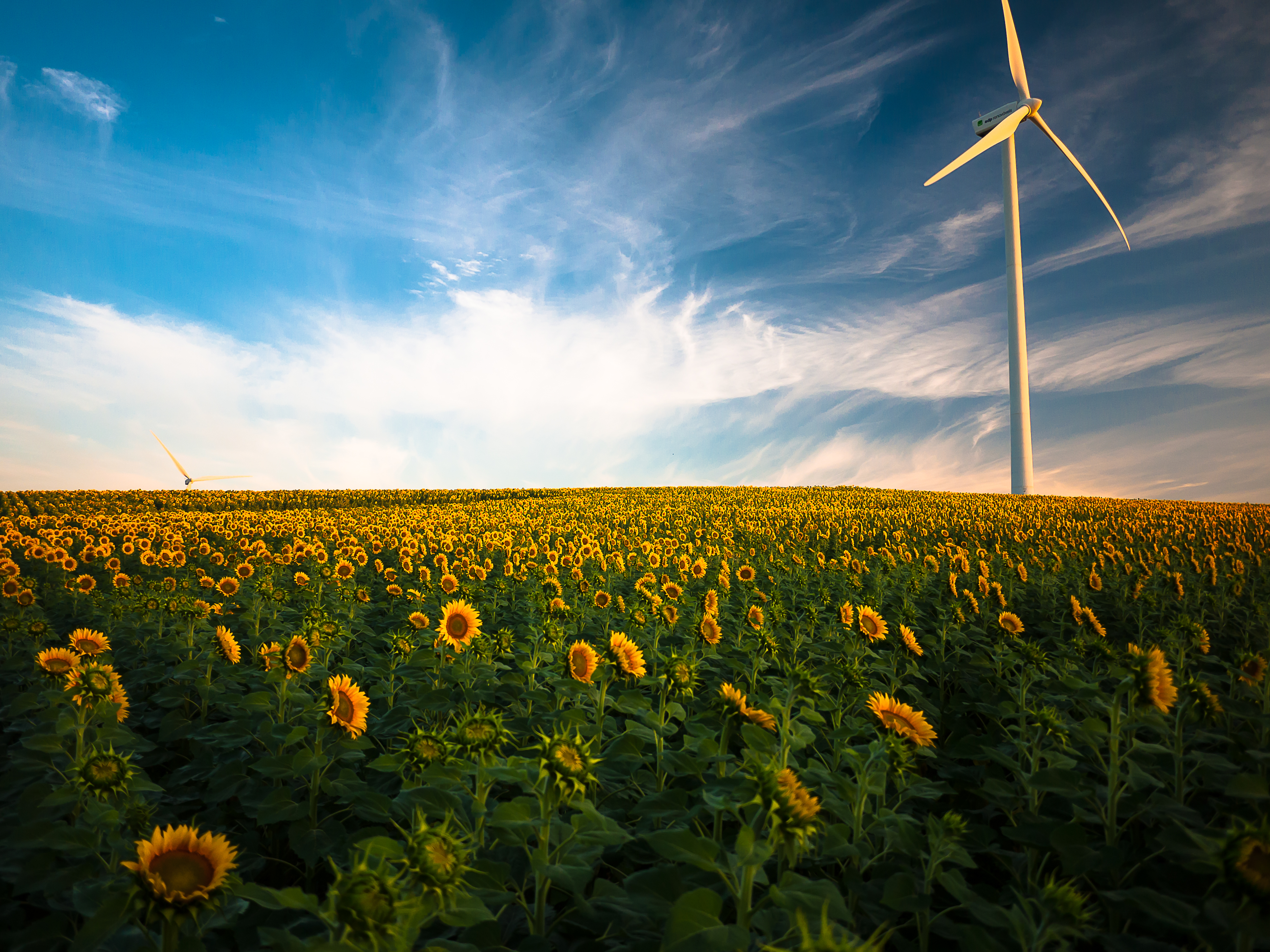
Champ de tournesols et éolienne

## Langues
Malgré sa naissance au Québec, francophone, et son utilisation dans de nombreux pays non-anglophones, Unsplash n'était disponible qu'en langue anglaise jusqu'en 2022. 
À partir d'avril 2022, le site commence son ouverture linguistique en ajoutant une version hispanique, puis francophone, italophone et sinophone.